# Otto Hofer
Otto Hofer, född den 28 juni 1944, är en schweizisk ryttare.
Han tog OS-silver i lagtävlingen i dressyr i samband med de olympiska ridsporttävlingarna 1984 i Los Angeles.